# (129318) Sarahschlieder
(129318) Sarahschlieder est un astéroïde de la ceinture principale.

## Description
(129318) Sarahschlieder est un astéroïde de la ceinture principale. Il fut découvert le 1er octobre 2005 à Mont Lemmon par le Mount Lemmon Survey. Il présente une orbite caractérisée par un demi-grand axe de 2,78 UA, une excentricité de 0,08 et une inclinaison de 1,1° par rapport à l'écliptique.
Il est nommé d'après un contributeur de la mission OSIRIS-REx dont l'objet est l'étude de l'astéroïde (101955) Bénou.